# Anasphaltis renigerellus
Anasphaltis renigerellus är en fjärilsart som beskrevs av Philipp Christoph Zeller 1839. Anasphaltis renigerellus ingår i släktet Anasphaltis och familjen stävmalar. Inga underarter finns listade i Catalogue of Life.